# Narcís Juanola i Reixach
Narcís Juanola i Reixach (Tortellà, Garrotxa, 5 d'agost de 1907 - Manresa, Bages, 8 de febrer de 1985) va ser un intèrpret de tenora i tible i compositor de sardanes.
Pertanyent a una nissaga de músics, era el fill més petit de Llorenç Juanola i Gibert, i germà de Jaume, Francesc, Josep, Salvador, Rafael, tots ells també compositors. Quan tenia tres anys, la família es va desplaçar a Manresa. Va esdevenir l'ànima de La Principal de Bages des de la seva entrada l'any 1926 i fins al 1959, formant parella durant molt temps amb Francesc Gimenez. Per un compromís actuà encara un temps amb la Cobla Barcelona.
Va escriure una dotzena de sardanes, de les quals la més popular és Ordino.